# Municipio de Madruga
Municipio de Madruga är en kommun i Kuba.   Den ligger i provinsen Provincia Mayabeque, i den västra delen av landet, 60 km öster om huvudstaden Havanna. Antalet invånare är 30 640. Arean är 464 kvadratkilometer.
Terrängen i Municipio de Madruga är huvudsakligen platt, men åt nordost är den kuperad.